# German Stepanovič Titov
German Stepanovič Titov (rusko Герман Степанович Титов), ruski vojaški pilot in kozmonavt, heroj Sovjetske zveze, * 11. september 1935, Verhnjoje Žilino, † 20. september 2000, Moskva.

## Življenje in delo
Titov je leta 1957 končal vojaško letalsko vseučilišče v Stalingradu in so ga leta 1960 izbrali v Prvi odred kozmonavtov SZ. Bil je prvi nadomestni kozmonavt Gagarinu za odpravo Vostok 1. Naslednje leto so ga izbrali za edinega člana posadke v drugem vesoljskem poletu odprave Vostok 2. Po tem poletu ni nikoli več letel v vesoljski prostor, do leta 2003 pa ostaja najmlajši vesoljec, ki je potoval po vesolju.
Po tem programu so ga dodelili k programu vesoljskega letala Spiral, ki pa so ga čez nekaj časa ustavili.
Leta 1968 je Titov diplomiral na Vojaški letalski inženirski akademiji Žukovskega.
Do svoje upokojitve v letu 1992 je Titov sodeloval pri več sovjetskih vesoljskih programih. Leta 1995 so ga kot člana komunistične partije zbrali v državno dumo.
Umrl je zaradi srčne kapi v svoji savni v starosti 65. let. Pokopan je na moskovskem pokopališču Novodeviči.

## Odlikovanja in priznanja
- red heroja Sovjetske zveze